# اوزاوکی (کانزاس)
اوزاوکی (به انگلیسی: Ozawkie) شهری در ایالت کانزاس کشور ایالات متحده آمریکا است که جمعیت آن در سرشماری سال ۲۰۱۰ میلادی، ۶۴۵ نفر بوده‌است.